# کیت گرنویل
کیت گرنویل (انگلیسی: Kate Grenville؛ زادهٔ ۱۴ اکتبر ۱۹۵۰) یک نویسنده و رمان‌نویس اهل استرالیا است.
وی در سال ۲۰۰۱ میلادی پس از نگاشتن کتاب ایده فوق العاده، جایزه ادبیات داستانی زنان را از آن خود کرد.